# DeAndre Yedlin
DeAndre Yedlin (ur. 9 lipca 1993 w Seattle) – amerykański piłkarz łotewskiego pochodzenia występujący na pozycji prawego obrońcy w amerykańskim klubie FC Cincinnati.
Znalazł się w kadrze reprezentacji Stanów Zjednoczonych na Mistrzostwa Świata 2014 i Mistrzostwa Świata 2022.